# Могоаја (Муреш)
Могоаја (рум. Mogoaia) насеље је у Румунији у округу Муреш у општини Михешу де Кампије. Oпштина се налази на надморској висини од 346 m.

## Становништво
Према подацима из 2002. године у насељу је живело 20 становника, од којих су сви румунске националности.